# Led Zeppelin Remasters
Led Zeppelin Remasters — це альбом-компіляція випущений на двох дисках (або 2-х касетах чи на трьох платівках) британським рок-гуртом Led Zeppelin під лейблом Atlantic Records. У Великій Британії та Японії він з'явився 15 жовтня 1990, у той час як в США лише 2 січня 1992 року. Проте, американська версія містила ще один диск з інтерв'ю Джиммі Пейджа, Роберта Планта та Джона Пола Джонса. Загалом, альбом є зменшеним варіантом чотиридискового бокс-сету.

## Список композицій

### Перший диск
1. «Communication Breakdown» (Джон Бонам, Джон Пол Джонс, Джиммі Пейдж) — 2:27
2. «Babe I'm Gonna Leave You» (Енн Бердон) — 6:41
3. «Good Times, Bad Times» (Бонам, Джонс, Пейдж) — 2:46
4. «Dazed and Confused» (Джейк Холмс, Пейдж) — 6:26
5. «Whole Lotta Love» (Бонам, Віллі Діксон, Джонс, Пейдж, Роберт Плант) — 5:34
6. «Heartbreaker» (Бонам, Джонс, Пейдж, Плант) — 4:14
7. «Ramble On» (Пейдж, Плант) — 4:23
8. «Immigrant Song» (Пейдж, Плант) — 2:23
9. «Celebration Day» (Пейдж, Плант, Джонс) — 3:28
10. «Since I’ve Been Loving You» (Пейдж, Плант, Джонс) — 7:24
11. «Black Dog» (Пейдж, Плант, Джонс) — 4:57
12. «Rock and Roll» (Пейдж, Плант, Джонс, Бонам) — 3:40
13. «The Battle of Evermore» (Пейдж, Плант) — 5:52
14. «Misty Mountain Hop» (Пейдж, Плант, Джонс) — 4:38
15. «Stairway to Heaven» (Пейдж, Плант) — 8:03

### Другий диск
1. «The Song Remains the Same» (Пейдж, Плант) — 5:32
2. «The Rain Song» (Пейдж, Плант) — 7:39
3. «D'yer Mak'er» (Пейдж, Плант, Джонс, Бонам) — 4:23
4. «No Quarter» (Пейдж, Плант, Джонс) — 7:00
5. «Houses of the Holy» (Пейдж, Плант) — 4:02
6. «Kashmir» (Пейдж, Плант, Бонам) — 8:32
7. «Trumped Under Foot» (Пейдж, Плант, Джонс) — 5:37
8. «Nobody's Fault But Mine» (Пейдж, Плант) — 6:27
9. «Achilles Last Stand» (Пейдж, Плант)— 10:25
10. «All My Love» (Джонс, Плант) — 5:53
11. «In the Evening» (Пейдж, Джонс, Плант) — 6:49

### Третій диск
1. «Led Zeppelin Profile»
2—8. «Station Liners»
9—20. «Interview: Jimmy Page»
21—32. «Interview: Robert Plant»
33—43. «Interview: John Paul Jones»
(Третій диск було видано під назвою Profiled, як промо-альбом для супроводження бокс-сету).

## Учасники запису
- Джиммі Пейдж — акустична гітара, електрична гітара, бек-вокал, мандоліна, продюсер;
- Роберт Плант — вокал, губна гармоніка;
- Джон Пол Джонс — синтезатор, бас-гітара, клавішні, блокфлейта, мандоліна;
- Джон Бонам — ударні;
- Сенді Денні — вокал у «The Battle of Evermore».

## Положення у чартах
| Рік  | Чарт                         | Позиція |
| ---- | ---------------------------- | ------- |
| 1993 | Австралійський чарт альбомів | 1       |